# Johann Friedrich (Castell-Rüdenhausen)

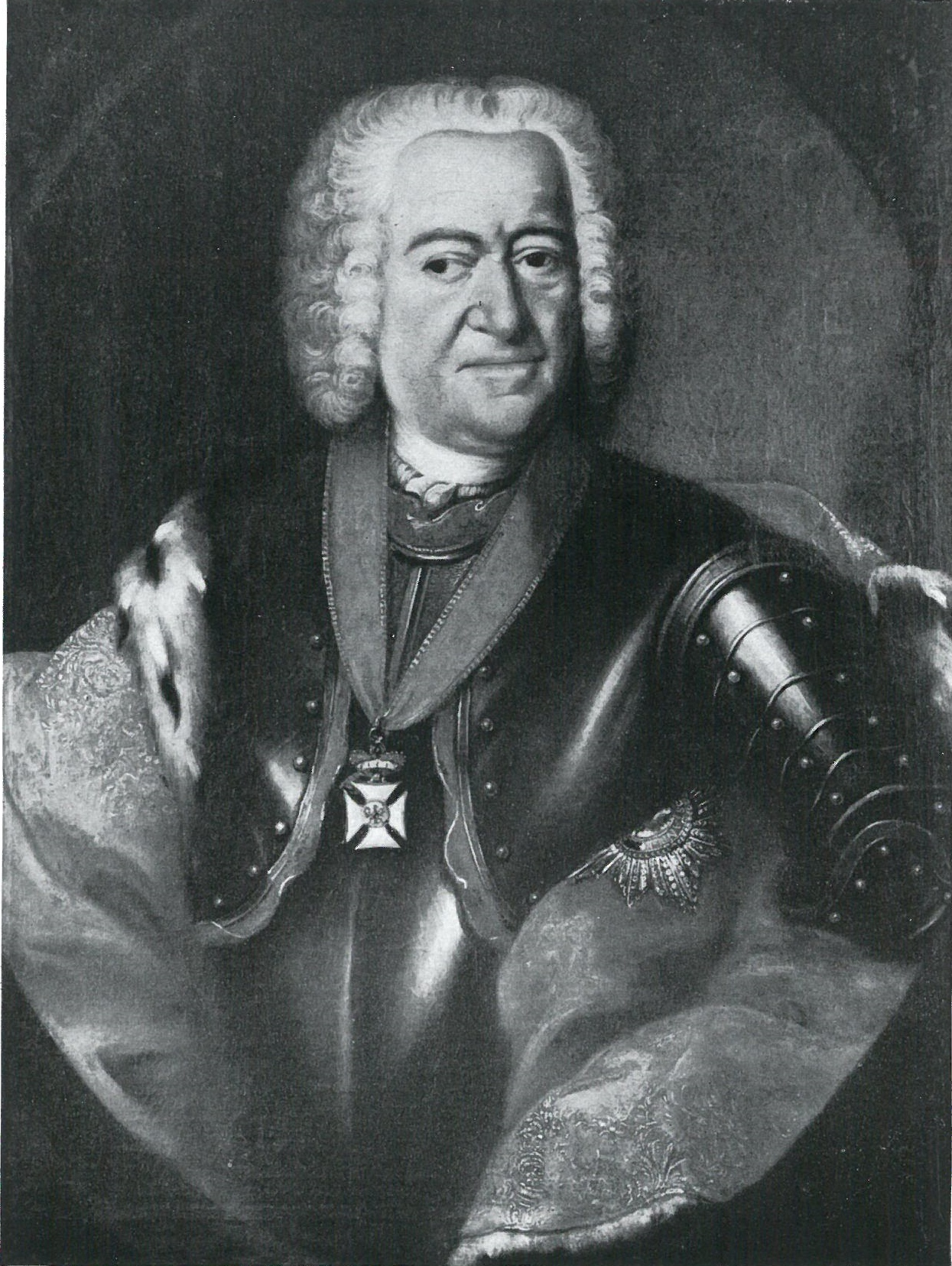
Graf Johann Friedrich zu Castell-Rüdenhausen

Johann Friedrich Graf und Herr zu Castell-Rüdenhausen (* 6. Februar 1675 in Rüdenhausen; † 23. Juni 1749 ebenda) war von 1681 bis 1749 Herrscher der Grafschaft Castell-Rüdenhausen. Daneben war er in Diensten der Markgrafschaft Ansbach. 1732 wurde er zum kaiserlichen Geheimen Rat ernannt.

## Die Grafschaft vor Johann Friedrich
Einschneidendes Ereignis des 16. Jahrhunderts war für die Grafschaft Castell die Annahme des lutherischen Glaubens, die es den Grafen ermöglichte mehr Souveränität von den Würzburger Fürstbischöfen zu erreichen. Die folgenden kriegerischen Auseinandersetzungen, der Bauernkrieg von 1525 und der Zweite Markgrafenkrieg in der Mitte des Jahrhunderts zerstörten dann jedoch weite Teile des Herrschaftsgebietes der Grafen.
Gegen Ende des 16. Jahrhunderts stand eine Linienspaltung. Während die Linie Castell-Remlingen im westlichen Landesteil und dem Stammsitz Castell residierte, saßen die Grafen von Castell-Rüdenhausen eben in Rüdenhausen und ihrem Schloss in Wiesenbronn. Durch den Dreißigjährigen Krieg war die Herrschaft erneut in Mitleidenschaft gezogen worden und musste in der zweiten Hälfte des 17. Jahrhunderts erneut wiederaufgebaut werden.

## Leben

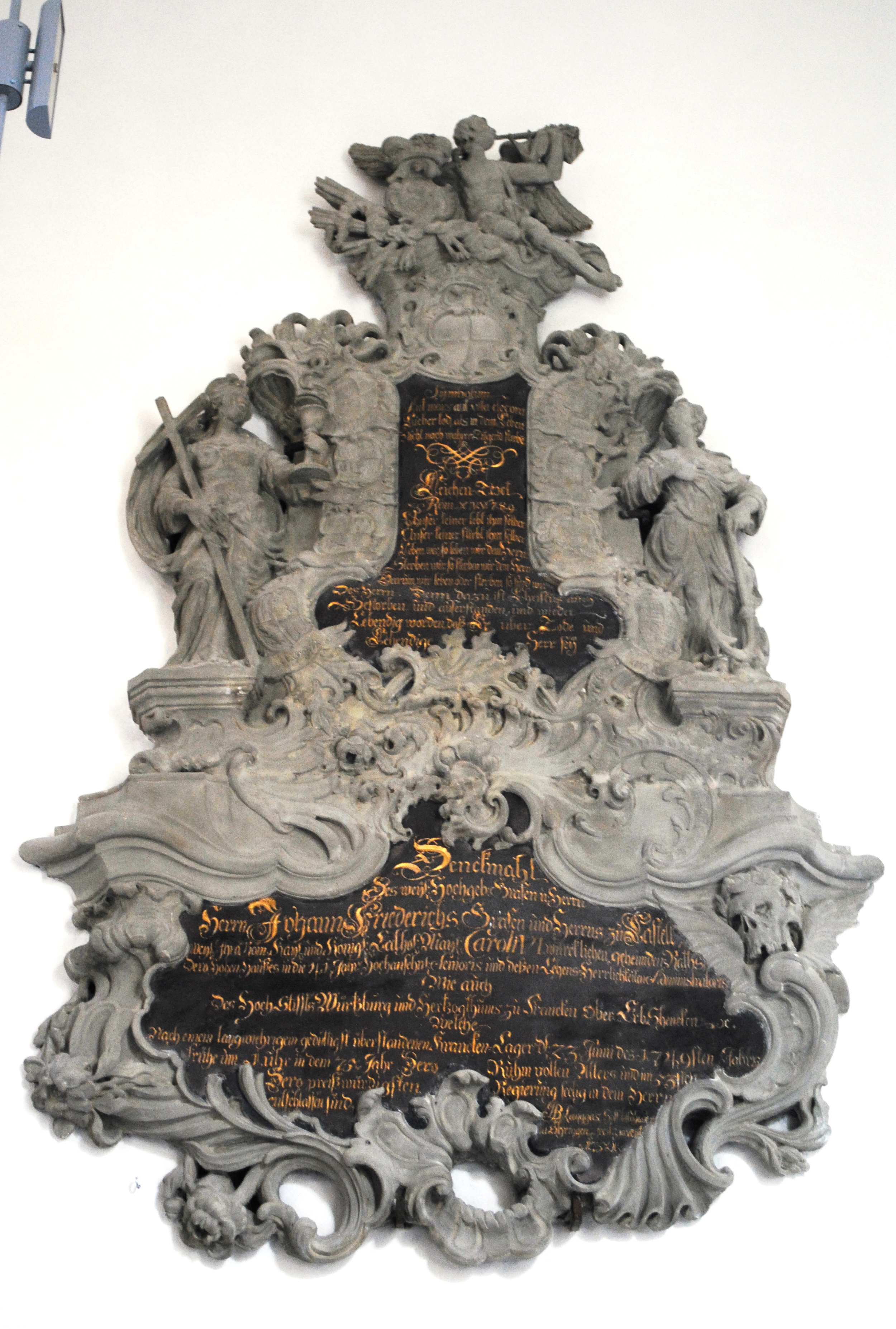
Das Epitaph des Grafen in der Kirche in Rüdenhausen

Johann Friedrich wurde am 6. Februar 1675 als erstgeborener Sohn des Grafen Philipp Gottfried und seiner Gemahlin Anna Sybilla Florentina, geborene Wild- und Rheingräfin zu Daun, in Rüdenhausen geboren. Zwei Schwestern, Dorothea Sophie und Sophia Juliane, waren bereits vor ihm auf die Welt gekommen. Fünf weitere Geschwister folgten, von denen jedoch nur zwei das Erwachsenenalter erreichten.
Nach dem frühen Tod des Vaters im Jahre 1681 wurde dem jungen Grafen und seinen Geschwistern ein Vormund zugeteilt. In den folgenden Jahren wurde Johann Friedrich von Graf Albrecht Friedrich von Wolfstein in dessen Schloss in Pyrbaum erzogen. Hier wurde er auch durch Privatlehrer unterrichtet, bevor er in den Hochschulen Leipzig und Halle zu studieren begann. Anschließend unternahm Johann Friedrich eine zeitübliche Kavalierstour durch Europa, die ihn nach Deutschland und in die Niederlande führte.
Im Jahr 1692 kehrte er in seinen zukünftigen Residenzort Rüdenhausen zurück. Kaiser Leopold I. erklärte ihn daraufhin für großjährig, sodass der Graf die Herrschaft über die Grafschaft antrat. Als eine der wichtigsten Amtshandlungen führte er im Jahr 1704 das Erstgeburtsrecht ein und sicherte so, dass die Grafschaft nicht durch neuerliche Teilungen geschwächt würde. 1709 wurde Johann Friedrich Senior des Gesamthauses Castell.
Gleichzeitig nahm Johann Friedrich auch Ämter in anderen Herrschaften des Heiligen Römischen Reichs an. Im Jahr 1721 wurde er markgräflich-ansbachischer Landhofmeister, von 1729 bis 1731 hatte er den Vorsitz des fränkischen Grafenkollegiums inne. Im Jahr 1732 erfolgte die Ernennung zum kaiserlichen Geheimen Rat durch Kaiser Karl VI. Diese Titel erfüllten repräsentative Zwecke, obwohl das Hauptaugenmerk des Grafen auf seiner eigenen Herrschaft lag.
Vor allem der Wiederaufbau der nach dem Dreißigjährigen Krieg verwüsteten Gebiete und die Wiederansiedlung der Bevölkerung forderten Graf Johann Friedrich. So gründete er die Dörfer Rehweiler, Seitenbuch und Herper im Steigerwald neu. Mit dem Jahr 1709 begann auch die Neuerrichtung der Kirche St. Peter und Paul in Rüdenhausen, welche 1712 fertiggestellt wurde. Gleichzeitig versuchte er mit der Markterhebung der Dörfer Obereisenheim und dem Residenzort Rüdenhausen, 1747, die Wirtschaft zu beleben, was auch gelang.
Die barocke Baueuphorie erfasste auch Johann Friedrich. In der Nähe von Abtswind entstand ab 1735 das Jagdschloss Friedrichsberg an den Höhenzügen des Steigerwaldes. Außerdem verschönerte der Graf auch das Schloss in Rüdenhausen, indem er hier eine Fontäne errichten ließ. Am 23. Juni 1749 verstarb Johann Friedrich Graf und Herr zu Castell-Rüdenhausen in seinem Residenzort und wurde in der neugebauten Kirche beigesetzt. Ein Epitaph des Bildhauers Johann Baptista Lauggas wurde ebenfalls in der Kirche aufgehängt.

## Ehen und Nachkommen
Graf Johann Friedrich heiratete insgesamt fünfmal. Zunächst ehelichte er in Castell seine Cousine Gräfin Charlotte Juliane zu Castell-Remlingen, mit der er eine Tochter hatte.
- Dorothea Charlotte (* 26. Januar 1696 in Rüdenhausen; † 1. Dezember 1729)

Nach ihrem frühen Tod 1696 heiratete er noch am 5. August desselben Jahres Gräfin Charlotte Luise zu Hohenlohe-Neuenstein-Oehringen, auch sie verstarb nach kurzer Zeit im Kindbett.
- Friederike Charlotte (* 22. Mai 1697; † 5. Dezember 1698)

Die dritte Ehe wurde am 22. Februar 1699 mit Katharina Hedwig Gräfin zu Rantzau auf Schloss Drage geschlossen. Mit ihr hatte der Graf insgesamt fünf Kinder, von denen jedoch nur eine Tochter das Erwachsenenalter erreichte.
- Friederike Eleonore (* 14. Mai 1701 in Rüdenhausen; † 21. März 1760 in Hamburg) verheiratet ab 1736 mit ihrem entfernten Verwandten Karl Friedrich Gottlieb zu Castell-Remlingen und Mutter von Christian Adolf Friedrich Gottlieb zu Castell-Remlingen, dem sie Breitenburg vererbte
- Wolfgang Christian (* 7. Dezember 1702; † 16. Februar 1707)
- Sophia (* 9. April 1704; † 10. April 1704)
- Wilhelmina Charlotte Luisa (* 12. April 1705; † 4. Februar 1707)
- Philipp Friedrich (* 31. Juli 1706; † 24. Oktober 1706)

Nach dem Tod von Gräfin Katharina Hedwig am 12. März 1743 ehelichte Graf Johann Friedrich ein viertes Mal. Die Hochzeit mit Eleonore Christiane zu Hohenlohe-Neuenstein-Oehringen wurde am 19. Juli 1743 gefeiert. Sie gebar im Jahr 1746 auch den Thronfolger Friedrich Ludwig Carl Christian, verstarb aber bei der Geburt.
- Friedrich Ludwig Carl Christian (* 17. Februar 1746 in Rüdenhausen; † 7. Februar 1803 ebenda)

Ein fünftes Mal heiratete der Graf Magdalena Dorothea zu Hohenlohe-Langenburg-Ingelfingen am 23. Februar 1747.